# Nonfigurativt måleri
Nonfigurativt måleri, abstrakt konst där inga gestalter eller igenkännbara motiv framträder. Det är en omtvistad fråga, ifall geometriska figurer (trianglar, cirklar) är figurativa: termen syftar vanligtvis på målningar där inte ens sådana finns med.
För begreppsförvirringen kring abstrakt, konkret och nonfigurativ konst, se konkret konst.